# U-928
Unterseeboot 928 foi um submarino alemão do Tipo VIIC, pertencente a Kriegsmarine que atuou durante a Segunda Guerra Mundial.

## Comandantes
| Comandante             | Data                                    |
| ---------------------- | --------------------------------------- |
| Kptlt. Hellmut Stähler | 11 de julho de 1944 - 9 de maio de 1945 |

## Subordinação
Durante o seu tempo de serviço, esteve subordinado às seguintes flotilhas:
| Período                                 | Flotilha                                |
| --------------------------------------- | --------------------------------------- |
| 11 de julho de 1944 - 8 de maio de 1945 | 4. Unterseebootsflottille (treinamento) |